# Markgreve
Markgreve (tysk: Markgraf, engelsk: margrave, fransk: marquis) er en gammel tysk titel. En markgreve var herre over en tysk grænsestat, en mark.
Markgreven var ikke underlagt nogen anden fyrstes magt, ud over de tysk-romerske kejsere, og var derfor at regne som rigsfyrste.

## Markgreve eller markis
Titlen bruges også uden for Tyskland. Her har en markgreve eller en markis en højere rang end en almindelig greve og en lavere rang end en fyrste (hertug eller prins). Uden for Tyskland behøver titlen ikke at være knyttet til et grænseområde.
Titlen markgreve eller markis findes på de fleste sprog i Vest- og Nordeuropa. Begrebet fandtes også uden for Europa, fx i det gamle Kina.
Eksempler: Markis/Markgreve (dansk), Marki (norsk), Markgraf (tysk), Markis (svensk), Marchese (italiensk), Marqués (spansk), Marquis (fransk), Marquess (engelsk), Marquês (portugisisk), Markgraaf (hollandsk), Markiisi (finsk), rajakreivi (finsk).